# توني ميلينديز
توني ميلينديز (بالإنجليزية: Tony Meléndez)‏ هو مغني وكاتب أغاني وملحن أمريكي، ولد في 9 يناير 1962 في ريفاس ‏ في نيكاراغوا.

## وصلات خارجية
- الموقع الرسمي
- توني ميلينديز على موقع ميوزك برينز (الإنجليزية)